# Tiny Mix Tapes
Tiny Mix Tapes (также TMT или tinymixtapes) — интернет-журнал о музыке и кино, посвящённый в основном новой музыке любых жанров и связанным с ней новостям. Помимо обзоров, он известен своими подрывными, политическими и иногда сюрреалистическими новостями, а также подкастом и генератором микстейпов.
Котируется на сайте-агрегаторе рецензий Metacritic, где учтено более 2889 отзывов. Цитировался газетой The Guardian.

## История
Первоначально веб-журнал назывался Tiny Mixtapes Gone to Heaven и размещался на сервисе бесплатного хостинга GeoCities, но в 2001 году он переехал на свой нынешний домен tinymixtapes.com.
6 января 2020 года команда издания объявила о том, что берёт «столь необходимый перерыв».

## Сотрудники
Согласно разделу «О нас», основной штат состоит из шести сотрудников:
- Mr P — главный редактор
- Dan Smart — редактор новостей
- Grant ‘Gumshoe’ Purdum — редактор тематических статей
- C Monster — редактор новостной рубрики Chocolate Grinder
- Jspicer — редактор блога Cerberus
- Jay — веб-мастер

## Контент

### Eureka
Раздел Eureka («Эврика») состоит из обзоров, выделенных редакцией как особо примечательные или захватывающие.

### Chocolate Grinder
Chocolate Grinder — аудиовизуальный раздел с акцентом на не очень известные произведение.

### Cerberus
В разделе Cerberus рассматривается андеграундная музыка, будь то домашние записи, «дворовые» лейблы, лимитированные LP, 7-дюймовые пластинки, кассеты и предметы искусства с уникальной упаковкой и безызвестным звучанием — всё то, что связано с упущенным или недооценённым.

### DeLorean
В разделе DeLorean (отсылка к машине времени DeLorean) публикуются ретроспективные музыкальные обзоры, часто посвящённые переизданиям, забытым артистам или жанрам, в противовес PR-компаниям.

### Live Blog
Раздел Live Blog содержит обзоры живых музыкальных шоу.